# 말콤 X (1992년 영화)
《말콤 X》(영어: Malcolm X)는 1992년 개봉한 미국의 독립 서사 전기 드라마 영화이다. 스파이크 리가 감독, 공동 각본, 제작을 맡았다. 흑인 인권 운동가 맬컴 엑스의 삶을 다루었으며, 엑스가 앨릭스 헤일리와 공저한 자서전 〈The Autobiography of Malcolm X〉(1965)가 원작이다. 주인공 엑스 역을 연기한 덴절 워싱턴 외에 앤절라 배싯, 앨버트 홀, 앨 프리먼 주니어 등이 출연하며, 리도 작은 역으로 등장한다. 워싱턴과 리가 《모베터 블루스》(1990)에 이어 두 번째로 협업한 작품이다.
1993년 제65회 아카데미상 남우 주연상(워싱턴)과 의상상(루스 E. 카터) 후보에 올랐다.
2010년 미국 의회 도서관에 의해 문화적으로, 역사적으로, 미적으로 중요함을 인정받아 미국 국립 영화 등기부에 선정, 등재되었다.

## 줄거리
맬컴 리틀은 네브래스카주에서 그레나다 출신 어머니와 흑인 아버지 밑에서 태어나 미시간주 시골에서 자란다. 어려서 백인 우월주의 단체 블랙 리전이 집을 불태우고 인권 운동을 하던 아버지를 살해하지만 자살로 처리돼 보상금을 전혀 받지 못하고, 어머니는 정신 병원에 들어간다. 맬컴은 변호사가 되고 싶어하지만 백인 교사는 피부색 때문에 불가능하다며 꿈을 꺾는다.
1944년 10대 맬컴은 보스턴에서 백인 소피아를 만나고 함께 뉴욕 할렘으로 넘어가 숫자 맞추기 노름판을 굴리는 갱스터 “웨스트 인디언” 아치를 알게 된다. 맬컴은 아치의 숫자 노름 운영에 끼게 되지만 사이가 갈라지고 만다. 다시 보스턴으로 돌아온 맬컴은 소피아, 친구 쇼티, 그리고 페그라는 또 다른 백인 여성과 강도단을 결성한다. 1946년 무렵 강도단은 상당한 금액을 모으지만 체포되고, 소피아와 페그는 초범에게 주어지는 2년 형에 그치지만 맬컴과 쇼티는 백인 여성들과 잠자리를 가진 죄로 8년에서 10년까지의 선고를 받는다.
감옥에서 맬컴은 네이션 오브 이슬람(NOI)에 속한 베인스를 만나 지도자 일라이자 무하마드의 가르침으로 인도된다. 이슬람교에 관심을 갖게 된 맬컴은 흑인을 부당 대우하는 백인을 향한 증오심을 기른다. 1952년 6년의 감옥 생활 끝에 가석방을 받은 맬컴은 시카고의 NOI 본부로 가서 무하마드를 만나고 성 “리틀”을 조상들이 백인 노예 소유주들에게 빼앗긴 아프리카 성을 상징하는 “엑스”로 교체하여 “맬컴 엑스”가 된다. 맬컴은 할렘에서 NOI의 가르침을 설교해 많은 청중을 끌어모으고, 흑백 분리를 주장한다. 1958년 맬컴은 간호사 베티 샌더스를 만나 결혼하고 딸들을 갖는다.
몇 년이 흘러 NOI 대변인이 된 맬컴은 무하마드가 평소 가르침과 이슬람 신앙 모두에 모순되게도 여러 사생아를 두었다는 사실을 알게 된다. 1963년 11월 존 F. 케네디 대통령이 암살되자 맬컴은 미국이 건국되었을 때부터 만연했던 백인들의 폭력이 낳은 결과이니 자업자득이라고 말하고, 큰 비난을 받는다. 무하마드는 맬컴에게 90일간 침묵을 지킬 것을 명령한다.
1964년 초 맬컴은 메카로 하즈 순례를 떠나 백인을 비롯한 모든 인종의 무슬림을 만난다. NOI에 대한 믿음을 잃은 맬컴은 범아프리카주의 단체인 흑인 단결 기구(Organization of Afro-American Unity)의 창설을 발표하고 인종 분리 대신 관용을 강조한다. 맬컴은 NOI에서 추방되고, 1965년 초 누군가 그의 집에 화염병을 던져 넣는다.
1965년 2월 21일 맬컴은 할렘 청중 연설을 앞두고 NOI 신봉자들의 총에 맞는다. 범인들 중 한 명인 토머스 헤이건이 분노한 군중들에게 구타를 당한 뒤 체포된다. 맬컴은 병원으로 옮겨지나 사망하고, 이후 여파를 보여 주는 영상 클립들이 나온다. 마틴 루서 킹 주니어가 맬컴을 추도하고, 오시 데이비스는 장례식에서 연설을 한다. 또한 넬슨 만델라가 소웨토 교사 역으로 나와 학생들 앞에서 맬컴의 말을 인용한다.

## 출연진
- 덴절 워싱턴 - 맬컴 엑스 역
- 앤절라 배싯 - 베티 셔바즈 역
- 앨버트 홀 - 베인스 역: 맬컴의 멘토가 되어 그를 이슬람교로 개종시키는 죄수.
- 앨 프리먼 주니어 - 일라이자 무하마드 역
- 델로이 린도 - “웨스트 인디언” 아치 역: 숫자 맞추기 노름판을 운영하는 할렘 갱스터. 젊은 맬컴을 거둔다.
- 스파이크 리 - 쇼티 역: 맬컴의 어릴 적 친구.
- 테리사 랜들 - 로라 역: 젊은 맬컴의 연애 상대.
- 케이트 버넌 - 소피아 역: 젊은 범죄자 시절 맬컴의 연인.
- 크리스토퍼 플러머 - 교도소 사제 길 역
- 로넷 매키 - 루이즈 리틀 역: 맬컴의 어머니.
- 잔카를로 에스포시토 - 탤미지 X 헤이어 역: NOI 암살단 일원
- 웬들 피어스 - 벤 토머스: 암살단 지휘.
- 레너드 L. 토머스 - 리언 데이비스: 암살단 일원.
- 로저 갠베어 스미스 - 루디 역: 맬컴의 강도일을 보조한다.
- 제임스 맥대니얼 - 얼 형제 역
- 스티브 화이트 - 존슨 형제 역
- 버로니카 웨브 - 루실 로저리 자매 역
- 데비 메이자 - 페그 역: 소피아의 친구이자 공범.
- 캐런 앨런 - 던 양 역: 맬컴을 어머니, 형제들과 강제로 찢어 놓는 사회 복지사.
- 피터 보일 - 뉴욕 경찰국 그린 경감 역
- 데이비드 패트릭 켈리 - 오스트라우스키 씨 역: 맬컴의 초등학교 교사.
- 보비 실 - 길거리 전도자 1 역
- 앨 샤프턴 - 길거리 전도자 2 역
- 넬슨 만델라 - 맬컴 엑스에 관해 가르치는 소웨토 교사 역
- 니컬러스 터투로 - 보스턴 경찰 역
- 마이클 임피리올리 - 뉴스 보도 기자 역
- 빈센트 도노프리오 - 존 F. 케네디 암살 사건 목격자 역
- 존 데이비드 워싱턴 - 할렘 초등학교생 역
- 오시 데이비스 - 맬컴 장례식 추도사 목소리

## 기타 제작진
- 공동 제작: 몬티 로스, 존 킬릭
- 미술: 윈 토머스
- 의상: 루스 E. 카터

## 우리말 녹음
KBS 성우진
- 구자형 - 맬컴 엑스 (덴절 워싱턴)
- 김소형 - 쇼티 (스파이크 리)
- 안경진 - 베티 (앤절라 배싯)
- 최문자 - 소피아 (케이트 버넌)
- 이봉준 - 베인스 (앨버트 홀)
- 노민 - 일라이자 무하마드 (앨 프리먼 주니어)
- 탁재인
- 유해무
- 유영환
- 황정란
- 김창주
- 이호인
- 김익태
- 최병상